# Distretto di Huangascar
Il distretto di Huangascar è uno dei trentatré distretti della provincia di Yauyos, in Perù. Si trova nella regione di Lima e si estende su una superficie di 50,46 chilometri quadrati.
Ha per capitale la città di Huangascar.